# Christophe Lattaignant
Christophe Lattaignant (Boulogne-sur-Mer, 18 de septiembre de 1971) es un deportista francés que compitió en remo como timonel.
Ganó cuatro medallas en el Campeonato Mundial de Remo entre los años 1995 y 2001. Participó en los Juegos Olímpicos de Atenas 2004, ocupando el sexto lugar en la prueba de ocho con timonel.

## Palmarés internacional
| Campeonato Mundial | Campeonato Mundial     | Campeonato Mundial | Campeonato Mundial      |
| Año                | Lugar                  | Medalla            | Prueba                  |
| ------------------ | ---------------------- | ------------------ | ----------------------- |
| 1995               | Tampere (Finlandia)    | Medalla de plata   | Dos con timonel         |
| 1997               | Aiguebelette (Francia) | Medalla de oro     | Cuatro con timonel      |
| 2001               | Lucerna (Suiza)        | Medalla de oro     | Cuatro con timonel      |
| 2001               | Lucerna (Suiza)        | Medalla de oro     | Ocho con timonel ligero |